# D-Nice
Derrick Jones (Bronx, Nova Iorque, 19 de junho de 1970), mais conhecido pelo seu nome artístico D-Nice, é um rapper, beatboxer, produtor musical e fotógrafo estadunidense. Iniciou sua carreira na metade da década de 1980 juntamente com o grupo de hip hop Boogie Down Productions.

## Discografia
| Informações |
| --- |
| Call Me D-Nice - Lançamento: 1990 - Desempenho nas paradas: #75 US, #12 Top R&B/Hip-Hop - Ceritificação RIAA: N/A - Singles: "Call Me D-Nice", "Crumbs on the Table", "Glory"                  |
| To tha Rescue - Lançamento: 26 de novembro de 1991 - Desempenho nas paradas: #137 US, #27 Top R&B/Hip-Hop - Certificação da RIAA: N/A - Singles: "25 Ta Life", "Time to Flow", "To tha Rescue" |